# Matthew Waterhouse
Matthew Waterhouse (ur. 19 grudnia 1961 w Hertford) – brytyjski aktor filmowy, telewizyjny i teatralny.
Najbardziej jest znany z roli Adrica w serialu science-fiction pt. Doktor Who. Rolę tę odgrywał w latach 1980-1982 i był najmłodszym aktorem, który odgrywał rolę towarzysza Doktora. Od 2009 współpracuje z Big Finish Productions, którzy produkują słuchowiska umieszczone w uniwersum serialu Doktor Who, gdzie kontynuuje wcielanie się w postać Adrica. W 2013 wystąpił w komedio-parodii The Five(ish) Doctors Reboot, która została stworzona wyprodukowana z okazji obchodów 50-lecia istnienia serialu.

## Filmografia
Źródło:
| Rok       | Nazwa                        | Rola     | Uwagi                          |
| --------- | ---------------------------- | -------- | ------------------------------ |
| 1980      | To Serve Them All My Days    | Briarley | serial telewizyjny; 2 odcinki  |
| 1980-1982 | Doktor Who                   | Adric    | serial telewizyjny; 43 odcinki |
| 1984      | The Killing Edge             | nożownik | film kinowy                    |
| 2013      | The Five(ish) Doctors Reboot | on sam   | film telewizyjny               |